# ستيفن س. ميلينديز
ستيفن س. ميلينديز (بالإنجليزية: Steven C. Melendez)‏ هو رسام رسوم متحركة ومخرج أمريكي، ولد في 19 أكتوبر 1945 في لوس أنجلوس في الولايات المتحدة.

## وصلات خارجية
- ستيفن س. ميلينديز على موقع IMDb (الإنجليزية)
- ستيفن س. ميلينديز على موقع ألو سيني (الفرنسية)
- ستيفن س. ميلينديز على موقع أول موفي (الإنجليزية)
- ستيفن س. ميلينديز على موقع قاعدة بيانات الأفلام السويدية (السويدية)
- ستيفن س. ميلينديز على موقع قاعدة بيانات الفيلم (الإنجليزية)
- ستيفن س. ميلينديز على موقع كينوبويسك (الروسية)